# Demetrios Poliorketes
Demetrios I, kaldet Poliorketes (græsk: Δημήτριος Πολιορκητής; 336 f.Kr. – 283 f.Kr.), makedonsk konge og søn af Antigonos I den Enøjede. Demetrios regerede sammen med sin fader fra 306 f.Kr.- 301 f.Kr. og senere selv i årene 294 f.Kr.- 288 f.Kr. Han døde i 283 f.Kr. efter to års fangenskab. 
Demetrios I var søn af Antigonos I, der tidligere havde været general under Alexander den Store og var en af diadokerne (”efterfølgerne”). Efter Alexander den Stores død blev riget opsplittet i mindre kongedømmer, hvor Antigonos blev konge af Makedonien. I 312 f.Kr. tabte Demetrios et slag ved Gaza til Egyptens hersker Ptolemaios 1., men da han i 307 f.Kr. befriede Athen fra Demetrios af Falerons tyranni og genindførte demokratiet, blev han hyldet som en Gud i Athen. Dette afspejles på Demetrios’ portræt på mønter, hvor han er afbildet med horn ligesom Dionysos. 
Efter en sejr i 306 f.Kr. over den ptolemæiske flåde i et slag ud for Cyperns kyst, gjorde hans fader ham til medkonge af Makedonien. Demetrios forsøgte forgæves i år 305 f.Kr. at belejre øen Rhodos, hvilket gav ham tilnavnet Poliorketes (”belejreren”). I 302 f.Kr. rekonstituerede Demetrios det Korinthiske Forbund. 
Antigonos døde under Slaget ved Ipsos 301 f.Kr., der endte med et nederlag til Demetrios. Herefter blev deres rige i Lilleasien og Syrien delt. Demetrios havde et ønske om at genetablere faderens rige og i 294 f.Kr. blev han atter konge af Makedonien. I 288 f.Kr. oprustede han en stor flåde, hvilket fik Seleukos, Lysimachos og Ptolemæus I til at indgå en alliance mod ham. Makedonien blev invaderet og Demetrios blev fordrevet af Lysimachos og Pyrrhos. I 285 f.Kr. blev Demetrios taget til fange af Seleukos og efter to års fangenskab døde han i 283 f.Kr. af druk.